# Mujer vestida de negro
Mujer vestida de negro es una pintura al óleo sobre lienzo realizada por el pintor francés Pierre-Auguste Renoir en 1876. Se conserva en el Museo del Hermitage de San Petersburgo.
El tema de la pintura es el pálido rostro de una modelo llamada Anna (que posó también para Manet), animado por algunos rastros de lápiz labial y maquillaje en sus mejillas. La mujer lleva un vestido negro con un gran lazo azul en su escote y la pose de apoyo en algún objeto no reconocible.